# KinnPorsche
KinnPorsche: The Series là một bộ phim truyền hình hành động, lãng mạn liên quan đến chủ đề LGBT dựa trên tiểu thuyết cùng tên. Ban đầu bộ phim dự kiến phát sóng năm 2021, nhưng quá trình ghi hình phim đã phải hoãn lại sang năm 2022 do ảnh hưởng từ đại dịch COVID-19 tại Thái Lan. Bộ phim được đạo diễn bởi Kongkiat Komesiri (Khom), Krisda Witthayakhajorndet (Pond) và Banchorn Vorasataree (Pepsi); phát sóng vào ngày 2 tháng 4 năm 2022 (UTC+7), trên kênh One 31 của Thái Lan, ứng dụng trực tuyến iQIYI và kênh U-NEXT của Nhật Bản.

## Nội dung
Kinn (Phakphum Romsaithong) bị truy sát sau một cuộc giao dịch bất thành. Anh vô tình gặp được Porsche (Nattawin Wattanagitiphat) và yêu cầu cậu bảo vệ mình. Porsche đồng ý với yêu cầu anh phải trả cậu 50.000 bath thù lao. Sau khi đánh lui được đám Mafia, do thấy ấn tượng với kỹ năng của Porsche, Kinn yêu cầu cậu đến làm vệ sĩ cho mình nhưng Porsche không đồng ý. Anh dùng mọi cách khiến cho Porsche phải chấp nhận trở thành vệ sĩ cho mình. Kể từ đó một mối quan hệ mới giữa hai người họ đã được mở ra, kéo theo nhiều sự việc năm xưa cũng dần được sáng tỏ.

## Diễn viên

### Diễn viên chính
- Phakphum Romsaithong (Mile) vai Kinn Anakinn Theerapanyakul, con trai thứ và là người thừa kế Chính gia của gia tộc Mafia Theerapanyakul.
- Nattawin Wattanagitiphat (Apo) vai Porsche Pachara Kittisawat, một sinh viên đại học, bartender và là cựu vô địch Taekwondo.
- Wichapas Sumettikul (Bible) vai Vegas Korawit Theerapanyakul, con trai trưởng Thứ gia nhà Theerapanyakul, luôn thù địch với Chính gia, nhất là Kinn.
- Jakapan Puttha (Build) vai Pete Phongsakorn Saengtham, đội trưởng đội vệ sĩ Chính gia nhà Theerapanyakul kiêm vệ sĩ trưởng cho Tankhun. Pete là bạn thân kiêm bạn cùng phòng của Porsche ở Chính gia.
- Jeff Satur vai Kim Kimhan Theerapanyakul, em trai Kinn và là con trai út Chính gia nhà Theerapanyakul.
- Tinnasit Isarapongporn (Barcode) vai Porchay Pichaya Kittisawat, em trai Porsche, có tình cảm với Kim.

### Diễn viên phụ

#### Người quen của Porsche
- Touchchavit Kulkranchang (Ping) vai Jom, bạn thân của Porsche.
- Pongsakorn Ponsantigul (Pong) vai Tem, bạn thân của Porsche.
- Thanavate Siriwattanagul (Gap) vai Arthee, chú của Porsche và Porchay.
- Patteerat Laemluang (Sprite) vai Yok, chủ quán bar nơi Porsche làm bartender.
- Sarucha Phongsongkul (Annita) vai Namphueng Kittisawat, mẹ của Porsche và Porchay, em gái nuôi của ông Korn và ông Gun.

#### Người quen của Kinn
- Nititorn Akkarachotsopon (Us) vai Tay, bạn thân của Kinn và là người yêu của Time.
- Chalach Tantijibul (JJ) vai Time, bạn thân của Kinn và là người yêu của Tay.
- Naphat Vikairungroj (Na) vai Tawan, người yêu cũ của Kinn.

#### Gia tộc Mafia Theerapanyakul

##### Chính gia
- Songsit Roongnophakunsri (Kob) vai Korn Theerapanyakul, gia chủ Chính gia nhà Theerapanyakul, cha của Kinn, Tankhun và Kim, anh trai ruột ông Gun.
- Thanayut Thakoon-auttaya (Tong) vai Khun Tankhun Theerapanyakul, anh trai của Kinn và là con trai trưởng Chính gia nhà Theerapanyakul.
- Asavapatr Ponpiboon (Bas) vai Arm, vệ sĩ Chính gia nhà Theerapanyakul, đồng thời là vệ sĩ riêng của Tankhun.
- Yosatorn Konglikit (Job) vai Pol, vệ sĩ Chính gia nhà Theerapanyakul, đồng thời là vệ sĩ riêng của Tankhun.
- Peter Knight vai Chan, người đứng đầu vệ sĩ Chính gia nhà Theerapanyakul kiêm vệ sĩ riêng của ông Korn.
- Nutthasid Panyagarm (Nodt) vai Big, vệ sĩ Chính gia nhà Theerapanyakul kiêm vệ sĩ riêng của Kinn, sau này trở thành vệ sĩ riêng của Kim.
- Nakhun Screaigh (Perth) vai Ken, vệ sĩ Chính gia nhà Theerapanyakul kiêm vệ sĩ riêng của Kinn.

##### Thứ gia
- Piya Vimuktayon (Ex) vai Gun Theerapanyakul, gia chủ Thứ gia nhà Theerapanyakul, cha của Vegas và Macau, em trai ruột ông Korn.
- Nannakun Pakapatpornpob (Ta) vai Macau Theerapanyakul, em trai Vegas và là con trai út Thứ gia nhà Theerapanyakul.

## Sản xuất
Vào tháng 9 năm 2020, công ty sản xuất Filmania thông báo bộ truyện KinnPorsche Story: รัก โคตร ร้าย สุดท้าย โคตร รัก sẽ được chuyển thể thành phim truyền hình. Khi phát hành đoạn giới thiệu teaser vào tháng 1 năm 2021, Filmania đã tổ chức một cuộc họp báo và nghi lễ thờ cúng truyền thống để bắt đầu dự án phim vào tháng 3.
Vào đầu tháng 7 năm 2021, bộ đôi biên kịch Daemi của tiểu thuyết web gốc thông báo rời Filmania.
Vào cuối tháng 8 năm 2021, một đoạn teaser mới đã được phát hành bởi công ty sản xuất Be On Cloud và tên bộ phim được rút ngắn thành KinnPorsche: The Series. Vào tháng 11 năm 2021, một cuộc họp báo đã được tổ chức nơi dàn diễn viên mới chính thức được xác nhận và sự hợp tác với ban nhạc rock Slot Machine được công bố. Cũng trong tháng 11, iQIYI thông báo KinnPorsche sẽ là bộ phim Thái đầu tiên do nền tảng này đầu tư sản xuất.
Vào tháng 3 năm 2022, iQIYI thông báo nền tảng này sẽ phát hành phiên bản đầy đủ của bộ phim mang tên KinnPorsche: The Series La Forte.

## Danh sách tập
| TT. | Tiêu đề  | Ngày phát hành gốc  |
| --- | -------- | ------------------- |
| 1 | "Tập 1"  | 2 tháng 4 năm 2022  |
| Porsche làm việc tại một quán bar để mưu sinh và kiếm tiền trả nợ, cậu cũng phải lo cho người em trai ruột là Porchay. Chú của hai anh em, Arthee là một người nghiện cờ bạc, và nợ nần. Porsche đã phải làm một đô vật thuê, để kiếm thêm tiền. Trong khi đó Kinn thay mặt ba mình để thực hiện một giao dịch ngầm. Nhưng anh đã bị đối tác ám sát, Kinn phải chạy trốn và khi đang bị kẻ thù truy sát anh đã bắt gặp Porsche trong một con hẻm, sau đó Porsche đề nghị Kinn trả cho minh 50.000 bath làm thù lao. Kinn sau đó ấn tượng với khả năng chiến đấu của Porsche nên đã ép Porsche làm vệ sĩ riêng cho mình, bằng cách sẽ giải quyết hết vấn nợ của cậu và hứa cho em trai Porchay một cuộc sống tốt. Porsche ban đầu phản đối, nhưng cuối cùng cậu cũng đồng ý. |          |                     |
| 2 | "Tập 2"  | 9 tháng 4 năm 2022  |
| Porsche phải vật lộn với các buổi huấn luyện làm vệ sĩ cho Kinn, cậu cũng kết bạn được với Pete, bạn cùng phòng mới của cậu tại Chính gia. Sau đó, Porsche làm vệ sĩ cho Kinn trong một bữa tiệc tại một khách sạn. Do lơ là nhiệm vụ, cậu khiến Kinn bị ám sát bởi một nữ sát thủ nhưng vẫn cứu Kinn kịp thời. Sau đó, Porsche gặp được Macau nhưng trong lúc đùa giỡn cậu đã sơ ý làm Macau bị thương. Porsche đã phải đối mặt với sự giận dữ và chú ý của Thứ gia. Để đưa Porsche ra khỏi ánh mắt của Thứ gia, Kinn bóp cổ Porsche để răn đe. Ấn tượng với Porsche, Tankhun đã đổi Pete sang làm vệ sĩ cho Kinn để đổi lấy Porsche về làm vệ sĩ cho mình và Kinn đồng ý. |          |                     |
| 3 | "Tập 3"  | 23 tháng 4 năm 2022 |
| Porsche bắt đầu làm quen với việc làm vệ sĩ cho Tankhun, phần lớn thời gian cậu và Tankhun chỉ tập trung tiệc tùng nhưng Kinn vẫn coi Porsche là vệ sĩ của mình. Do có phần hơi chán ngán với việc phải ở cạnh Tankhun mọi lúc, Porsche đã cùng Kinn đi lấy nợ của một con nợ là người đàn ông, sau đó người đàn ông đó cố ám sát Kinn bằng súng lục. Porsche đã cố gắng thương lượng tuy nhiên ông ta đã bắn Porsche, dù Porsche được Kinn cứu nhưng cậu vẫn bị thương ở cơ bắp tay. Kinn cũng giúp Porsche băng bó vết thương. Đêm đó, Porsche, Tankhun và Kinn cũng như các vệ sĩ thân tín khác đã đến quán bar - nơi Porsche từng làm việc để tiệc tùng. Kinn hôn Porsche khi đang say rượu. |          |                     |
| 4 | "Tập 4"  | 30 tháng 4 năm 2022 |
| Vegas đến Chính gia để bàn về cuộc đấu giá kim cương sắp tới, cùng ăn trưa với Kinn và các vệ sĩ. Sau đó, Porsche tình cờ gặp Big, Big đưa cậu một chiếc túi để giao cho Kinn. Trong phòng của Kinn, Porsche tình cờ phát hiện ra Kinn cùng bạn tình và cậu cũng biết được việc Kinn thích con trai. Tại cuộc đấu giá kim cương, Porsche bị đánh thuốc mê GHB, hay Gamma Hydroxybutyrate, một loại thuốc cưỡng hiếp kiểu hẹn hò, theo lệnh của Vegas. Porsche bị bắt cóc và sau đó (gần như) bị Vegas tấn công tình dục. Tuy nhiên, Kinn và các vệ sĩ của anh tìm thấy Porsche. Kinn sau đó đưa Porsche đến phòng tắm trong phòng khách sạn và hoàn thành công việc mà họ không để Vegas hoàn thành. |          |                     |
| 5 | "Tập 5"  | 7 tháng 5 năm 2022  |
| Sau đêm bên nhau, Kinn rời xa Porsche trong khi Kim đồng ý làm gia sư guitar cho Porchay để tìm hiểu thêm về Porsche. Khi Vegas tiếp cận Porsche trong một đêm đi chơi với Tankhun và các vệ sĩ, Kinn tức giận và để Ken lên làm vệ sĩ trưởng thay cho Porsche, điều này khiến Porsche phải đề nghị ông Korn để cậu làm việc cho một thành viên khác trong gia đình. Ông Korn cho Porsche ở nhà một tuần với em trai để suy nghĩ lại về đề nghị của Porsche, sau đó Kinn tới tận nhà Porsche thuyết phục cậu quay về tiếp tục làm vệ sĩ cho mình. Tuy nhiên, giữa cuộc trò chuyện, họ bị bắt cóc bởi một nhóm người lạ mặt. |          |                     |
| 6 | "Tập 6"  | 14 tháng 5 năm 2022 |
| Sau khi thoát khỏi đám bắt cóc, Kinn và Porsche bị lạc trong rừng. Họ vừa phải tìm đường thoát khỏi khu rừng vừa phải tìm cách sinh tồn trong khi đợi cứu viện tới. Chan dẫn đầu đội vệ sĩ Chính gia một mặt tìm kiếm Kinn và Porsche, một mặt cho Pete và Pol đi theo dõi Vegas nhằm tránh việc Thứ gia giở trò. Hành trình cùng nhau thoát khỏi khu rừng của Kinn và Porsche đã giúp hai người hiểu thêm về nhau, đồng thời cũng khiến cho cả hai người xác nhận tình yêu của mình. Khi thoát ra khỏi rừng, Kinn đã để Porsche rời đi nhưng cậu quay lại khi Kinn đang bị tập kích. Kinn cũng trúng một phát đạn khi che chắn cho Porsche. Ghi chú: Be On Cloud đã cho ra mắt một tập side-story trên iQIYI và kênh Youtube chính thức, thời gian nằm giữa tập 6 và tập 7 của phim. Porsche bị Tankhun lừa rằng Kinn không thể qua khỏi sau khi được cứu, nhưng thật ra tình trạng của Kinn đã ổn định, chỉ là chưa tỉnh lại. Vegas cũng tới thăm nhưng với danh nghĩa là thăm Porsche, sau đó bị Kinn đuổi về. Porsche đêm đó ở lại phòng Kinn (do bị dọa ma) và cả hai chính thức xác nhận tình cảm của mình với nhau.                                                                   |          |                     |
| 7 | "Tập 7"  | 21 tháng 5 năm 2022 |
| Trong khi Kinn đang dưỡng thương, theo chỉ đạo của Chan, Porsche cùng Pete và Big đi điều tra kẻ đứng sau vụ bắt cóc. Họ đã tìm được một kẻ có liên quan nhưng khi sắp bắt được hắn thì Vegas xuất hiện nẫng tay trên, yêu cầu Chính gia cho mình tham gia vụ này, thêm một điều kiện là phải để Porsche đi cùng. Kinn dù không muốn nhưng do không thể trái lệnh cha nên miễn cưỡng đồng ý. Vegas và Porsche, cùng với sự trợ giúp của Arm và Pete (được phái đi cùng để tránh Vegas giở trò sau lưng) đã tìm ra thủ phạm đứng sau vụ bắt cóc là đám mafia Ý và tiêu diệt cả băng đảng. Kế hoạch thành công, Vegas mở tiệc chúc mừng tại tư gia và cố gắng chuốc say Porsche. Pete báo cáo lại mọi chuyện với Kinn. Ngay khi Vegas sắp thành công giở trò với Porsche thì Kinn tới kịp và đuổi Vegas đi. Mặt khác, Kim cố gắng tìm hiểu thêm về Porsche thông qua Porchay, nhưng lại vô tình phát hiện ra Porchay đang thầm thích minh. |          |                     |
| 8 | "Tập 8"  | 28 tháng 5 năm 2022 |
| Kinn và Porsche tuy đã chính thức hẹn hò nhưng quyết định không công khai mối quan hệ với mọi người. Do muốn tổ chức một buổi hẹn hò lãng mạn nhưng không có kinh nghiệm, Porsche đã sắm giỏ hoa quả đến gặp chế Yok xin lời khuyên. Buổi hẹn hò diễn ra tốt đẹp, nhưng kể từ đó Porsche phát hiện có một kẻ lạ mặt luôn theo sau cậu và Kinn. Sau khi lấy được tấm ảnh chân dung của người đàn ông này, Pete cho cậu biết rằng người này là Tawan, bạn trai cũ đã chết của Kinn. Tawan khi trước đã đem toàn bộ thông tin của gia đình Kinn bán cho đám băng đảng mafia Ý nên Kinn đã chính tay bắn chết hắn ta. Kim tiếp tục tìm kiếm thông tin về vụ tai nạn giao thông của bố mẹ Porsche và Porchay, nhưng dần nhận ra tình cảm của bản thân với Porchay lớn hơn mình nghĩ. |          |                     |
| 9 | "Tập 9"  | 4 tháng 6 năm 2022  |
| Tawan trở lại, một mặt yêu cầu Chính gia bảo vệ hắn ta đổi lấy việc hắn sẽ cung cấp thông tin về băng đảng mafia Ý, một mặt cố gắng nối lại tình xưa với Kinn. Arm đã phát hiện ra quan hệ giữa Kinn và Porsche nên đã giúp Porsche điều tra Tawan. Kinn lệnh cho Pete đi theo dõi Vegas do nghi ngờ Thứ gia đã biết về việc Tawan trở lại, nhưng Pete đã bị Vegas cắt đuôi. Tawan vu cho Porsche chính là kẻ phản bội, vì chưa có đủ chứng cứ xác thực, Kinn đã ra lệnh nhốt Porsche lại. Khi đang bị giam, Vegas tới và yêu cầu Porsche bỏ trốn với mình. Cùng lúc đó, Porchay đã thổ lộ tình cảm của mình với Kim. |          |                     |
| 10 | "Tập 10" | 11 tháng 6 năm 2022 |
| Kinn để Porsche bỏ trốn theo Vegas. Cùng lúc đó, Porchay bị bắt cóc ngay trước sự chứng kiến của Kim. Pete đã tự nguyện thâm nhập vào Thứ gia để tìm kiếm chứng cứ trả lại sự trong sạch cho Porsche, nhưng khi vừa hoàn thành nhiệm vụ thì bị Ken, gián điệp do Thứ gia cài vào bắt gặp. Porsche về nhà thì phát hiện ra Porchay bị bắt cóc, cậu ngay lập tức đi tìm kiếm em trai thì phát hiện chủ mưu chính là Tawan. Tawan lúc này tiết lộ hắn làm điều này vì Vegas, hắn đã yêu Vegas. Dù Porsche và Porchay thành công thoát nạn, nhưng Big đã ra đi khi đỡ đạn cho Porsche. Tawan sau khi biết bản thân bị Vegas lợi dụng đã cho nổ bom để tự sát, mong kéo theo cả Kinn và Porsche nhưng cả hai đã thoát nạn. Mặt khác, Ken bị ông Gun giết để lấy lòng tin với Chính gia, còn Pete bị Vegas tra tấn tàn bạo do đã khiến kế hoạch của hắn sụp đổ. |          |                     |
| 11 | "Tập 11" | 18 tháng 6 năm 2022 |
| Kinn quyết định công khai quan hệ với Porsche cho mọi người biết và được Tankhun cùng các vệ sĩ khác hết mực ủng hộ. Ông Korn cũng chấp nhận với điều kiện hai anh em Porsche và Porchay phải chuyển tới Chính gia ở. Sau khi chuyển tới Chính gia, Porchay phát hiện ra Kim vốn là cậu ba Chính gia và chỉ tiếp cận cậu nhằm điều tra anh trai mình. Mặt khác, do sự việc lần trước, Vegas bị Chính gia cho vào danh sách đen, anh buộc phải bỏ trốn để đợi sự việc lắng xuống. Anh mang theo Pete đi cùng và tiếp tục tra tấn, hành hạ cậu. Tuy nhiên, cả hai dần phát hiện ra mặt tối của nhau và đồng cảm lẫn nhau, đặt khởi đầu cho quan hệ của cả hai sau này. |          |                     |
| 12 | "Tập 12" | 25 tháng 6 năm 2022 |
| Porsche phát hiện ra bản thân bị lừa tới làm việc cho Chính gia, cậu vô cùng tức giận và đến hỏi Kinn cho ra nhẽ. Ông Korn nói rằng người đã gây ra vụ tai nạn xe hơi khiến cha mẹ Porsche ra đi là bạn ông. Sau khi biết chuyện, Kinn, Porsche và Porchay chuyển ra khỏi Chính gia. Ông Korn xuất hiện cho Porsche biết nơi ở của người gây ra tai nạn lúc này và để cậu toàn quyền quyết định. Porchay vẫn chưa vượt qua được cú sốc sau chuyện của Kim, cậu bỏ thi vào Nhạc viện, cùng đám bạn xấu đi uống rượu chơi thuốc nhưng Kim đã xuất hiện kịp thời để ngăn cản. Mặt khác, sau khi phát hiện ra con người thật của Vegas, Pete đã quyết định ở lại dù có cơ hội trốn thoát. Tình cảm giữa hai người đã phát triển và họ cũng dần nhận ra điều đó. Cùng lúc này, Arthee xuất hiện và cho Porsche biết rằng cha mẹ cậu và ông Korn có quen biết, khiến nghi ngờ một lần nữa lại dấy lên trong lòng cậu. |          |                     |
| 13 | "Tập 13" | 2 tháng 7 năm 2022  |
| Vegas một lần nữa trút giận lên Pete sau khi bị cha trách mắng đánh đập, khiến Pete quyết định bỏ trốn về Chính gia. Mặt khác, Porsche quyết định trở lại Chính gia dù vẫn còn nghi ngờ về việc Arthee đã nói. Sau khi phát hiện ra việc Pete mất tích sau nhiệm vụ cuối cùng, do tưởng Pete đã chết nên Tankhun tổ chức tang lễ cho cậu, nhưng đám tang đang diễn ra thì Pete trở lại. Porsche hỏi Pete đã xảy ra chuyện gì, nhưng Pete một mực không nói. Porsche quyết định hợp tác với Vegas để điều tra về sự thực vụ tai nạn năm xưa, đổi lại cậu cho phép Vegas gặp lại Pete nhưng không quên cảnh cáo Vegas không được làm hại Pete. Porsche và Vegas tìm Arthee và được biết về sự thật cái chết của bố mẹ Porsche, nhưng khi đang nói thì Arthee bị bắn chết. Mặt khác, Kim nhận ra bản thân đã thực sự yêu Porchay, anh cố gắng liên lạc với Porchay nhưng đều không được hồi âm. |          |                     |
| 14 | "Tập 14" | 9 tháng 7 năm 2022  |
| Sau khi biết được sự thật về cái chết của cha mẹ, Porsche đến gặp ông Korn và ông Korn đã tiết lộ sự thật động trời: mẹ cậu, Namphueng, là em gái nuôi của ông Korn và ông Gun. Người đã giết cha mẹ cậu là ông Gun. Đúng lúc này, trận chiến giữa Chính gia và Thứ gia nhà Theerapanyakul nổ ra. Porsche quyết định đứng về phe Kinn (không phải về phe Chính gia). Giữa trận chiến, ông Gun cho cậu biết người giết cha mẹ cậu là ông Korn chứ không phải ông ta. Kinn và Porsche đuổi theo ông Gun đến một căn phòng bí mật và họ đã phát hiện ra mẹ Porsche, Namphueng còn sống nhưng đã mất trí nhớ. Ông Korn bắn chết ông Gun khi ông Gun đang định nói gì đó. Cùng lúc này, Vegas gặp lại Pete trên chiến trường và đã thổ lộ tình cảm của bản thân với Pete. Cả hai cũng tới được căn phòng bí mật nhưng lúc này ông Gun đã chết, Vegas hoàn toàn suy sụp. Pete xin từ chức và đi theo Vegas. Sau trận chiến, ông Korn quyết định trao vị trí gia chủ Thứ gia cho Porsche và cậu đồng ý. Kim theo đuổi lại Porchay nhưng Porchay chưa chấp nhận. Cùng lúc này, Vegas dưới sự chăm sóc của Pete đã dần bình phục. Pete tự nguyện theo Vegas dù biết sẽ còn nhiều khó khăn phía trước. |          |                     |

## Nhạc phim
| Tên bài hát                            | Thể hiện        | Ref    |
| -------------------------------------- | --------------- | ------ |
| เพียงไว้ใจ (PhiangWaichai)               | Slot Machine    | [ 7 ]  |
| Free Fall                              | Slot Machine    | [ 8 ]  |
| แค่เธอ (Why Don't You Stay)             | Jeff Satur      | [ 9 ]  |
| เพลงนี้ชื่อว่าเธอ (This song is called you) | Barcode         | [ 10 ] |
| ย้อนแย้ง (Contradict)                    | เอก Season Five | [ 11 ] |

## Rating
- Trong bảng dưới đây, màu xanh biểu thị rating thấp nhất và màu đỏ biểu thị rating cao nhất.

| Tập Số thứ tự | Khung giờ (UTC+07:00) | Phát sóng      | Tỷ lệ rating trung bình | Chú thích |
| ------------- | --------------------- | -------------- | ----------------------- | --------- |
| 1             | Thứ Bảy, 11:00 pm     | 2 tháng 4 2022 | 0.151%                  | [ 12 ]    |
| 2             | 9 tháng 4 2022        | 0.146%         | [ 13 ]                  |           |
| 3             | 23 tháng 4 2022       | 0.231%         | [ 14 ]                  |           |
| 4             | 30 tháng 4 2022       | 0.154%         | [ 15 ]                  |           |
| 5             | 7 tháng 5 2022        | 0.323%         | [ 16 ]                  |           |
| 6             | 14 tháng 5 2022       | 0.351%         | [ 17 ]                  |           |
| 7             | 21 tháng 5 2022       | 0.223%         | [ 18 ]                  |           |
| 8             | 28 tháng 5 2022       | 0.314%         | [ 19 ]                  |           |
| 9             | 4 tháng 6 2022        | 0.219%         | [ 20 ]                  |           |
| 10            | 11 tháng 6 2022       | 0.219%         | [ 21 ]                  |           |
| 11            | 18 tháng 6 2022       | 0.386%         | [ 22 ]                  |           |
| 12            | 25 tháng 6 2022       | 0.303%         | [ 23 ]                  |           |
| 13            | 2 tháng 7 2022        | 0.380%         | [ 24 ]                  |           |
| 14            | 9 tháng 7 2022        | 0.362%         | [ 25 ]                  |           |
| Trung bình    | Trung bình            | Trung bình     | 0.314% 1                | 0.314% 1  |

^1  Dựa trên tỷ lệ rating trung bình mỗi tập.

## Giải thưởng
| Giải thưởng          | Năm  | Hạng mục                                                              | Tác phẩm/ Nhân vật được đề cử | Kết quả   | Ref    |
| -------------------- | ---- | --------------------------------------------------------------------- | ----------------------------- | --------- | ------ |
| MChoice Mint Awards  | 2022 | Breakthrough Cast of 2022 (Giải thưởng dàn diễn viên đột phá của năm) | KinnPorsche: The Series       | Đoạt giải | [ 26 ] |
| FeedY Capital Awards | 2022 | Y Series of the Year (Giải thưởng series BL của năm)                  | KinnPorsche: The Series       | Đoạt giải | [ 27 ] |